# Dzwony Bazylei

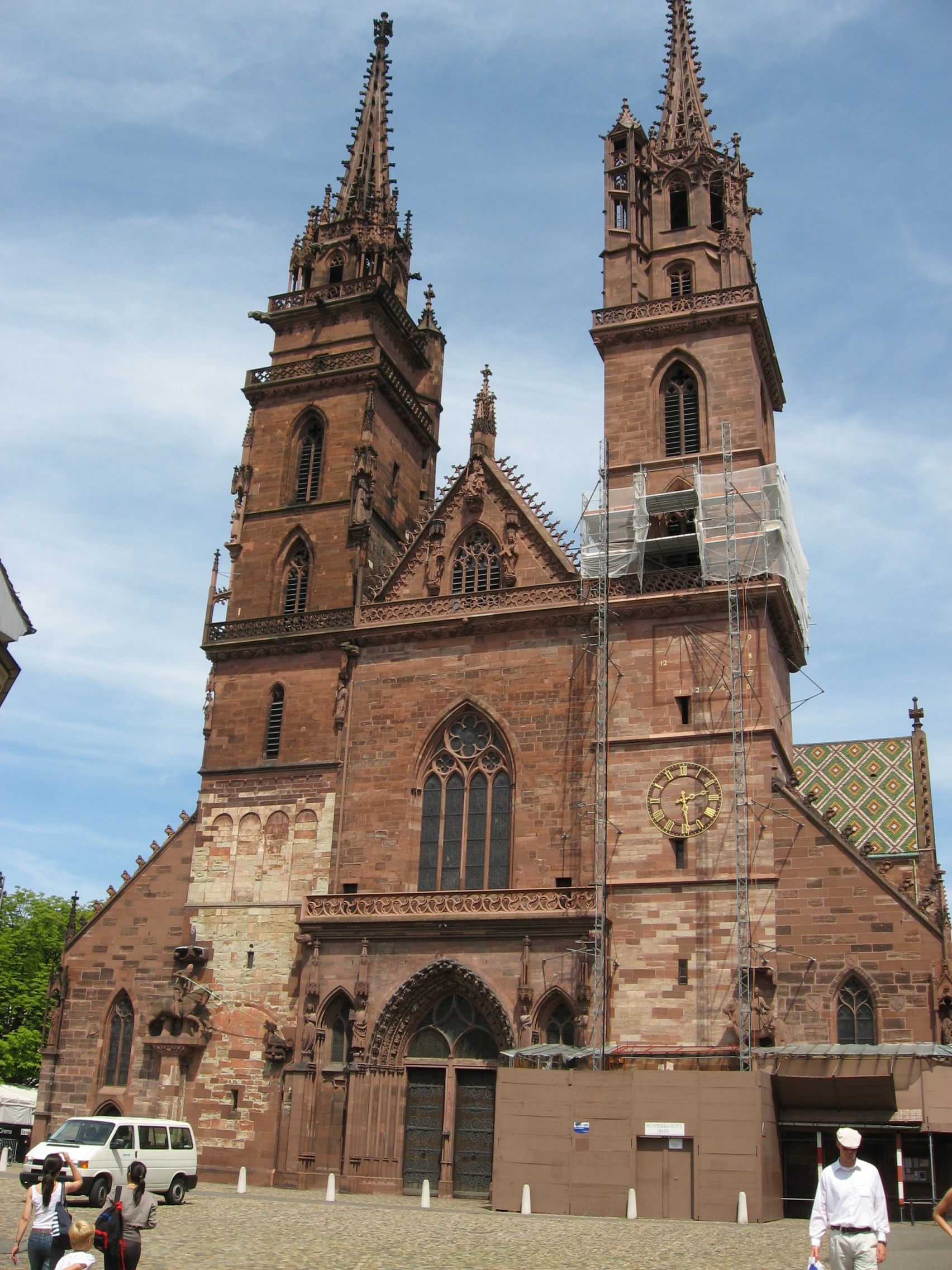
Katedra w Bazylei, miejsce nadzwyczajnego kongresu II Międzynarodówki w 1912 opisanego w utworze. Dźwięk jej dzwonów symbolizuje niebezpieczeństwo nadciągającej nowej wojny światowej

Dzwony Bazylei (oryg. fr. Les Cloches de Bâle) – powieść Louisa Aragona, pierwsza z cyklu Świat rzeczywisty, opublikowana po raz pierwszy w roku 1934. Było to dzieło przełomowe w dorobku autora, potwierdzające jego zerwanie z lansowanym wcześniej surrealizmem na rzecz realizmu o wyraźnej wymowie ideologicznej. Pisarz traktował od tej pory pisane przez siebie powieści nie tylko jako dzieła literackie, ale również marksistowskie analizy społeczne, mające zachęcać czytelnika do zaangażowania się w ruch robotniczy. 
Przekład Dzwonów Bazylei na język polski powstał dwa lata po opublikowaniu oryginału francuskiego. Jego autorem był Wacław Rogowicz

## Okoliczności powstania utworu
Według określenia Rogera Garaudy'ego Dzwony Bazylei są książką torującą drogę, książką okresu przejściowego, utworem, w toku pisania którego Aragon opracowywał język, strukturę i stylistykę typową dla powstających w późniejszym okresie dzieł. Dzieło to miało stanowić całkowite zerwanie z dotychczasową twórczością autora, z jednej strony oparte na ogólnym szkicu Świata rzeczywistego, zaś z drugiej będące swoistą powieścią-eksperymentem, którego plan zmieniał się w toku prac nad tekstem. Na kształt utworu miała szczególny wpływ żona pisarza Elsa Triolet, która na bieżąco czytała powstające fragmenty powieści i była ich pierwszą recenzentką. Zdaniem Garaudy'ego to krytyczne uwagi Triolet w sprawie formy pierwszej części powieści skłoniły Aragona do zmiany formy części drugiej i trzeciej. Zofia Jaremko-Pytowska podkreśla, że gruntowna zmiana stylu pisarskiego Aragona miała związek z realistyczną tradycją literacką Francji, dziełami, w których psychologiczna analiza jednostki łączyła się z drobiazgowym opisem tła społecznego. Ten typ literatury był postulowany jako najpełniejszy w środowiskach zachodnioeuropejskiej lewicy, do której należał pisarz. Aragon świadomie odrzucił jednak głoszony przez francuskich pisarzy realistów postulat neutralności narracji, postanawiając uczynić powieść odzwierciedleniem własnych marksistowskich poglądów politycznych. Na wybór tematyki dzieła miała natomiast wpływ atmosfera współczesnej twórcy epoki. Zdając sobie sprawę z niebezpieczeństwa wybuchu nowej wojny światowej, postanowił on przedstawić w powieści lata, jakie poprzedzały początek poprzedniej. Koncepcja dzieła ulegała dalszym, choć mniej znaczącym przeobrażeniom w miarę jej tworzenia, pozostając w ścisłej relacji z politycznym zaangażowaniem autora.
Gotową powieść Aragon zadedykował Elsie Triolet

## Treść
Dzwony Bazylei składają się z czterech części: Diana, Katarzyna, Wiktor oraz Klara. 

### Diana
Główną bohaterką tej części jest Diana de Nettencourt, rozwódka, ostatnia potomkini zrujnowanej rodziny arystokratycznej, kobieta rozwiązła, żyjąca dzięki pieniądzom kolejnych bogatych kochanków. W końcu dla pieniędzy poślubia bogacza nazwiskiem Brunel, który okazuje się być sutenerem i lichwiarzem. Gdy jeden z jego klientów, Piotr de Sabran, przedstawiciel starej arystokratycznej rodziny, popełnia samobójstwo, Diana odchodzi od męża, by nie stracić opinii uczciwej kobiety. Po ustanowieniu sądownie separacji swojego małżeństwa zostaje kochanką przemysłowca Wisnera, podczas gdy jej zrujnowany mąż, za radą tego samego przedsiębiorcy, wstępuje do policji jako agent-prowokator.

### Katarzyna
Główna postać tej części to córka przemysłowca z Baku i luksusowej kurtyzany, Gruzinka z pochodzenia. Dzieciństwo spędza w podróżach razem z matką, obserwuje zalecających się do niej mężczyzn. Sama wyrasta na piękną kobietę, lecz nie chce w przyszłości dzielić losu matki. Zauroczona wojskowym Thiebaultem, zostaje jego kochanką, lecz zrywa związek z nim – choć korzystny materialnie – gdy bierze on udział w tłumieniu strajku w Cluses. Obraz manifestacji robotniczej skłania ją do buntu przeciw własnemu środowisku. Katarzyna zaczyna chodzić na spotkania anarchistyczne, gdzie ulega wpływowi charyzmatycznego działacza, Libertada. Stopniowo jednak również światopogląd anarchistyczny zaczyna ją rozczarowywać. Przypadkowo widzi zabójstwo Libertada dokonane przez policjantów, po czym dowiaduje się, że był on agentem-prowokatorem.

### Wiktor
Przekonana o pustce swojego życia Katarzyna przypadkowo znajduje w gazecie wzmiankę o samobójstwie Paula i Laury Lafargue. Wydarzenie to podsuwa jej myśl zakończenia w podobny sposób swojego życia. Jednak w momencie, gdy chce rzucić się do Sekwany, zostaje zatrzymana przez młodego szofera, Wiktora Deyhanina. Czując nagłe zaufanie do mężczyzny, opowiada mu historię swojego życia. Ten postanawia wprowadzić młodą Gruzinkę w środowisko pracowników oraz działaczy robotniczych i związkowych. W Paryżu ma miejsce wielki strajk taksówkarzy, który Wiktor współorganizuje. Katarzyna, nieufna wobec idei socjalistycznych, czuje się wśród robotników obco, nie rozumie celów ich walki. Krytykuje poglądy Wiktora z punktu widzenia anarchizmu, stopniowo jednak, pod jego wpływem, zrywa z głoszoną pochwałą terroru indywidualnego i zamachów. W Paryżu na przełomie lat 1911–1912 narasta przeczucie nieuchronnej wojny, wybuchają kolejne protesty robotnicze. W głosowaniu w Zgromadzeniu Narodowym socjaliści, wbrew wcześniejszym zapowiedziom, głosują za przyznaniem rządowi kredytów wojennych. Katarzyna znowu waha się pomiędzy eleganckim towarzystwem, do jakiego chce wprowadzić ją matka, a anarchistami. Jej sympatie polityczne zostają wykryte przez policję, kobieta zostaje aresztowana i musi opuścić Francję.

### Epilog – Klara

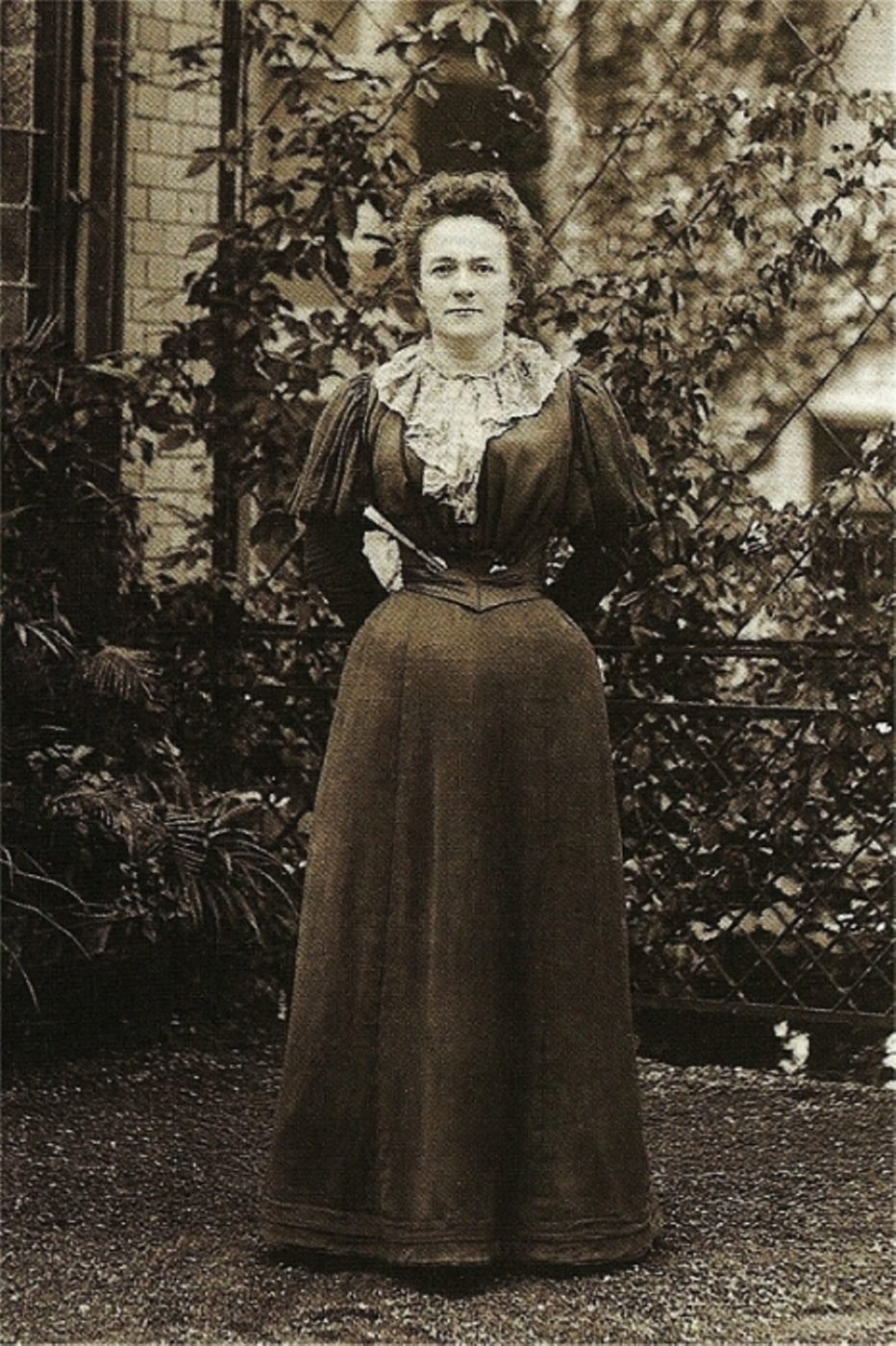
Klara Zetkin w czasie kongresu II Międzynarodówki w Zurychu w 1897. W powieści Dzwony Bazylei Zetkin jest przedstawiona jako ideał kobiety – zaangażowanej w politykę wbrew stereotypom, stałej w poglądach, a zatem osiągającej największy możliwy w społeczeństwie kapitalistycznym zakres wolności osobistej

W epilogu ukazany zostaje kongres II Międzynarodówki w 1912, w katedrze w Bazylei. W mieście obecni są delegaci wszystkich sekcji organizacji. Jean Jaurès wygłasza wielką mowę antywojenną. W ostatnim dniu kongresu głos zabiera działaczka Niemieckiej Partii Socjaldemokratycznej Clara Zetkin, którą Aragon – w odróżnieniu od innych występujących w utworze kobiet – przedstawia jako kobietę przyszłości, prawdziwie godną opiewania.

## Cechy utworu

### Forma i przesłanie utworu
Według Rogera Garaudy'ego 

nie można oceniać tej powieści i jej kompozycji według klasycznych kryteriów. Nie jest ona zbudowana na podstawie rozwoju akcji. Podporządkowuje się ona wewnętrznej dialektyce rozwoju pisarza i jego czasów.

Mimo ujęcia całości w formę powieści w obrębie utworu widoczne są wyraźne różnice między jej poszczególnymi częściami. Diana została napisana w sposób zbliżony konstrukcyjnie do noweli balzakowskiej. Taki sposób prowadzenia narracji został skrytykowany przez Elsę Triolet, która zasugerowała pisarzowi inną, swobodniejszą formę tekstu. Została ona faktycznie zastosowana w częściach drugiej i trzeciej. Garaudy uważa jednak, że część pierwsza, choć najmniej nowatorska, jest najbardziej udanym formalnie komponentem powieści. 
Aragon twierdził później, że to w trakcie pisania Dzwonów Bazylei nauczył się pisać powieści i przyznawał, że dzieło to zawiera liczne braki formalne, wynikłe z jego braku doświadczenia w tego typu twórczości. Surowo oceniał zresztą wszystkie swoje teksty napisane między rokiem 1930 a 1935, kiedy odchodził od surrealizmu na rzecz realizmu. W samej powieści zawarł inny komentarz w tym zakresie; stwierdził, że "zła konstrukcja" utworu jest odbiciem podobnie niewłaściwej struktury społecznej, w której zmianę winien zaangażować się odbiorca tekstu: 

Świat, czytelniku, jest źle zbudowany, jak źle jest zbudowana, według ciebie, moja książka. Tak, trzeba przerobić jedno i drugie, z Klarą jako bohaterką, a nie z Dianą i nie z Katarzyną. Jeżeli choć trochę zachęciłem cię do tego, możesz podrzeć tę książczynę, co mi tam!

Poprzez podział powieści na trzy części oraz epilog Aragon zaznaczał, iż każdy z komponentów utworu poświęcony jest innej warstwie społecznej. Część pierwsza obrazuje najbogatsze kręgi Francji, przemysłowców, wojskowych, ulegającą powolnej deklasacji szlachtę. Część druga poświęcona jest przedstawicielce opisanego wcześniej środowiska, która pragnie z nim zerwać. Trzecia poświęcona jest robotnikom francuskim, zaś epilog, zbliżony formą do dziennikarskiego reportażu zapowiada lepszy świat, jaki ma przynieść rewolucja socjalistyczna. Ścisłe przyporządkowanie środowiskowe bohaterów – poza Katarzyną – wpływa w istotny sposób na ich charakterystykę i wypływającą z niej ocenę. Postacie Dzwonów Bazylei są z reguły już ukształtowane, nie zmieniają się w toku akcji. Kolejne wydarzenia z ich udziałem odsłaniają ich ukrywane cechy, stopniowo przyczyniając się do demaskacji całego środowiska. Modelowym przykładem jest postać Brunela, który sprawia początkowo wrażenie eleganckiego i dobrze wychowanego mężczyzny, by okazać się zdolnym do zabójstwa lichwiarzem, policyjnym prowokatorem i cynikiem. Bohaterowie Dzwonów Bazylei są przy tym postaciami jednowymiarowymi. Pragnąc w pierwszej kolejności ukazać ogólny obraz poszczególnych warstw społecznych, Aragon nie różnicuje psychologicznie tworzących je ludzi. Tym samym zarówno jednoznacznie negatywni przedstawiciele świata elit finansowych, jak i ukazani w wyłącznie pozytywnym świetle robotnicy (choć nie działacze) stają się postaciami schematycznymi. Zdaniem Jaremko-Pytowskiej walory utworu w zakresie analizy społecznej nie idą w parze z wnikliwą psychologią poszczególnych bohaterów; wyjątkiem jest jedynie ulegająca ciągłym metamorfozom Katarzyna.
Jednoznaczne oceny bohaterów i całych środowisk budują przesłanie polityczne utworu: Aragon wypowiada się po stronie ruchu robotniczego, przeciwko panującej w jego czasach odmianie systemu kapitalistycznego, także wtedy, gdy działacze tego ruchu głoszą nie tak radykalne, jak on sam, poglądy. Czyniąc głównymi postaciami tekstu kobiety, przedstawia również swoje stanowisko w sprawie ruchu feministycznego: kobiety mogą zostać wyzwolone jedynie wtedy, kiedy czynnie włączą się w ruch robotniczy, dostrzegając związek nierówności płci z ekonomicznym rozwarstwieniem społeczeństwa. Konkluzją tak budowanego przesłania jest wezwanie do czytelnika zawarte w epilogu: 

potrzeba bardzo także twojej siły, aby przeobrazić świat.

Wezwanie to jest jednym z kilku bezpośrednich komentarzy odautorskich umieszczonych przez Aragona w epilogu utworu.
Znaczenie działania kolektywnego podkreśla konstrukcja zawartych w utworze scen z udziałem tłumów, ukazanych niezwykle plastycznie, jako siła mająca sprecyzowany cel, a nie bezładna masa. Równocześnie jednak skupienie się na ogólnej ideologii tłumów i ich najpowszechniejszych poglądach wywołuje całkowitą rezygnację z charakterystyki poszczególnych robotników, wręcz dokonuje ich sztucznego ujednolicenia. Mimo tego Dzwony Bazylei są istotnym dziełem w historii literatury francuskiej podejmującej temat pracowników najemnych: po raz pierwszy świat robotników oraz związanych z nimi działaczy socjalistycznych został ujęty w tak szeroki sposób. 
W recenzji Georges'a Sadoula, jaka pojawiła się zaraz po publikacji Dzwonów Bazylei, powieść ta została określona jako pierwszy przykład realizmu socjalistycznego w literaturze francuskiej. J. Heistein przeciwstawia się jednak jednoznacznemu zaklasyfikowaniu powieści jako realizującej radziecką koncepcję powieści socrealistycznej. Mimo oparcia dzieła na wyraźnych podstawach ideowych, Aragon zachował w Dzwonach Bazylei wiele cech pisarstwa nadrealistycznego, przede wszystkim niejednolitość stylu, nakładanie się na siebie wątków fabularnych (technika collage). Autor ten uważa, że między Dzwonami Bazylei a wcześniejszą twórczością Aragona nie ma tak wyraźnego kontrastu, jak twierdził sam pisarz. 

#### Język utworu
Szczególnym wyrazem zmian stylowych zachodzących w poszczególnych częściach utworu jest modyfikowanie języka tekstu. W części pierwszej za pomocą środków językowych Aragon wyraża swoją pogardę, w najlepszym razie obojętność wobec życia najbogatszych Francuzów. Ironia i elementy satyry znikają w ustępach poświęconych przeżyciom Wiktora i Katarzyny. Z kolei epilog napisany jest stylem podniosłym, zbliżonym wręcz do eposu, podkreślając doniosłość opisywanych wydarzeń i całego ruchu robotniczego. W szczególny sposób modyfikowany jest język bohaterów, których sposób wypowiedzi zmienia się z jednej strony pod wpływem środowiska społecznego (szerokie użycie żargonu robotniczego), z drugiej zaś – odzwierciedla ich osobiste przeżycia i refleksje.

### Dzwony Bazyleijako powieść historyczna
Pisząc powieść Aragon pragnął w możliwie wierny sposób ukazać życie społeczne Francji w przededniu I wojny światowej. Jego poglądy polityczne wpłynęły jednak w sposób istotny na dobór lektur, które miały mu ułatwić zrozumienie minionych wydarzeń, tym samym współkreując końcowe przesłanie tekstu. W celu lepszego zrozumienia struktury ekonomicznej III Republiki analizował ją w oparciu o teksty marksistowskie – artykuły publikowane w dziale ekonomicznym L'Humanité oraz rozprawę Włodzimierza Lenina Imperializm jako najwyższe stadium kapitalizmu. Aragon przeniósł również do utworu poglądy Lenina w sprawie reformizmu, anarchizmu i działalności II Międzynarodówki (z opiniami tymi zresztą całkowicie się utożsamiał). 
Aragon nawiązuje w swoim utworze do autentycznych wydarzeń – drugi kryzys marokański, wojny bałkańskie, samobójstwo i pogrzeb Paula i Laury Lafargue – które miały wpływ na postawy poszczególnych warstw społecznych w czasie poprzedzającym I wojnę światową. Wydarzenia polityczne stanowią przy tym istotną oś utworu. Zdaniem Garaudy'ego rytm dzieła wyznacza rosnąca świadomość nieuchronności wojny i kolejne wydarzenia przybliżające jej wybuch – nawet wtedy, gdy bohaterowie nie biorą w nich bezpośredniego udziału. 
Szczególne miejsce poświęcone jest jednak strajkowi szoferów taksówek w 1911, jaki został opisany na podstawie doświadczeń autora związanych z innym masowym protestem robotniczym, jaki miał miejsce w 1934. Aragon, wówczas członek redakcji L'Humanité, był odpowiedzialny za codzienne zamieszczanie reportaży dokumentujących przebieg tego strajku. Stąd zaczerpnął szereg szczegółów zawartych w utworze: obraz solidarności pracowników i ataków na łamistrajków, prowokację policyjną, śmierć szofera Bédhomme'a w czasie manifestacji i jego pogrzeb. Roger Garaudy wysoko ocenia fragment poświęcony strajkowi, jego autentyzm i wynikającą z niego siłę wyrazu. Odmienną ocenę przedstawia Zofia Jaremko-Pytowska, zdaniem której Aragon przesycił tę część powieści szczegółami, pragnąc umieścić w niej wszystkie własne impresje związane ze strajkiem. 
Kulminacyjny punkt utworu stanowi opis kongresu II Międzynarodówki w Bazylei, zawarty w epilogu zatytułowanym Klara. Aragon dokonuje jego monumentalnego opisu, podkreślając osobiste zalety, determinację i charyzmę wielu liderów Międzynarodówki. Przyznaje jednak, że polityczne efekty kongresu były odmienne od założonych, a opisani przywódcy mieli w najbliższej przyszłości zagłosować w krajowych parlamentach za przyznaniem rządom kredytów wojennych, a zatem wbrew programowi ruchu robotniczego. Wreszcie dźwięk tytułowych dzwonów zapowiada nieuchronny wybuch konfliktu zbrojnego: 

Na nic się zdała myśl, że katedra jest po stronie kongresu, że to w katedrze rozebrzmi słowo pokoju, głos dzwonów przybierał nieubłaganie akcent bicia na trwogę. Wydzwaniały wojnę, niebezpieczeństwo.

### Dzwony Bazyleijako powieść o miłości
Louis Aragon wielokrotnie podkreślał znaczenie postaci kobiecych i związanych z nimi wątków miłosnych w swoich utworach. Roger Garaudy twierdzi wręcz, że właśnie miłość, rozpatrywana w ścisłym związku ze strukturą społeczną, jest głównym tematem utworu. Trzy pierwsze części dzieła dowodzą niemożliwości prawdziwego uczucia w społeczeństwie kapitalistycznym, gdyż jednym z jego elementów jest zdaniem autora uczynienie kobiety podległą mężczyźnie. Dopiero w finale utworu, gdy przemawia Klara Zetkin, Aragon wyraża wiarę w odrodzenie miłości, jakie nastąpi w społeczeństwie socjalistycznym, gdy kobieta i mężczyzna staną się prawdziwie równi sobie. Prawdziwa miłość nie polega zatem ani na zawieraniu kolejnych związków w celach finansowych, jak czyni to Diana de Nettencourt, ani na wolnej miłości, jaką uprawia zbuntowana przeciw swojemu środowisku Katarzyna Simonidze. Związek dwojga wolnych ludzi, autentyczne oddanie się sobie, stanowi element naturalnego dla człowieka dążenia do doskonałości i szczęścia.

### Dzwony Bazyleijako powieść o dojrzewaniu

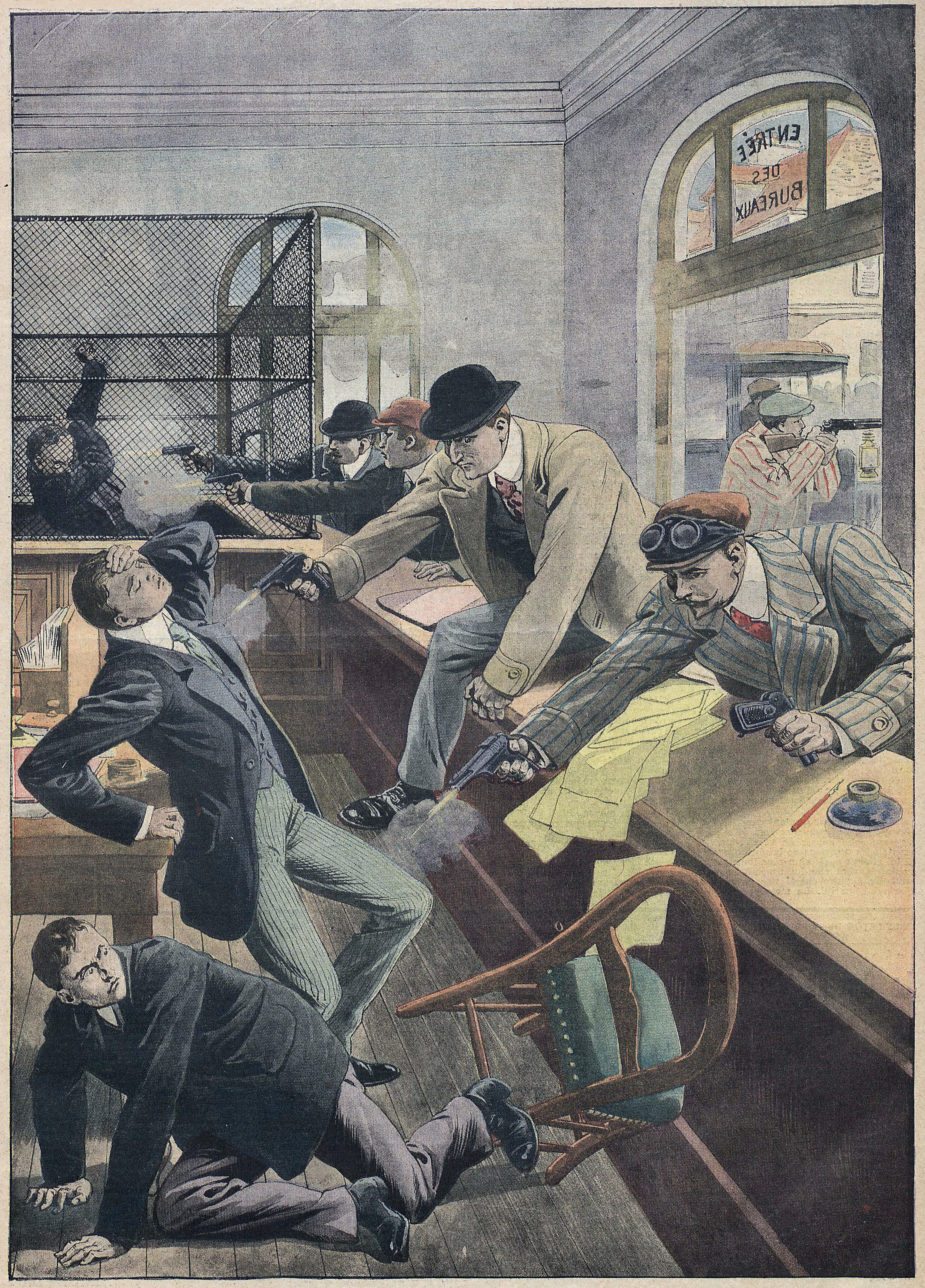
Napad dokonany przez gang Bonnota na filię Société Générale w Chantilly, rysunek z Le Petit Journal z 1912. Działalność anarchistyczno-przestępczej grupy Octave'a Garniera i Jules'a Bonnota jest wspomniana w utworze. Z ruchem tym sympatyzuje czasowo Katarzyna Simonidze, bohaterka ukazująca przemiany, jakie zachodziły w światopoglądzie Aragona

Drugim kluczowym tematem dzieła jest problem przemiany światopoglądowej, jaką w czasach Aragona przechodziło wielu intelektualistów i artystów, w tym on sam. Jak tłumaczył Aragon na łamach La Nouvelle Critique w 1949: 

W Manifeście Marksa i Engelsa uderzyło mnie jedno zdanie mówiące o tym, że nadejdzie chwila, kiedy najlepsza część burżuazji przejdzie na stronę klasy robotniczej. Chciałem właśnie opisać pierwsze formy tego przejścia

Tym samym autor opisywał również własną ewolucję światopoglądową – przejście od pochwały indywidualizmu artystycznego i pełnej wolności jednostki do apologii zaangażowania społecznego po stronie ruchu robotniczego
Za jego rozbudowane alter ego w utworze uznaje się postać Katarzyny. Bohaterka ta, córka zamożnego przemysłowca z Baku, usiłuje zerwać całkowicie więzi ze swoją warstwą społeczną, której sposób życia uważa za odstręczający. Początkowo poszukuje wolności w anarchizmie i wolnej miłości, jednak świadomość bycia zależną od pieniędzy wysyłanych jej przez ojca, jedynego źródła jej utrzymania, uzmysławia jej daremność tych prób. Katarzyna nie jest również w stanie w pełni wejść do środowiska robotniczego, gdzie próbuje wprowadzić ją szofer Wiktor Deyhanin. Na strajkujących pracowników patrzy jedynie z ciekawością, gdyż ich motywacja, typowo ekonomiczna, nie jest tożsama z jej poszukiwaniem sensu życia. Niektóre zachowania Katarzyny mają wyraźne źródło w wątpliwościach samego pisarza z okresu, gdy uczestniczył w formułowaniu doktryny surrealistycznej. Surrealiści pragnęli odrzucić cały dorobek kulturalny wcześniejszych pokoleń – podobnie Simonidze oburza się, że na pogrzebie zabitego robotnika grany jest marsz żałobny Fryderyka Chopina. Z kolei w rozmowie Katarzyny z Wiktorem Aragon przedstawia negatywną odpowiedź na pytanie stawiane wcześniej przez surrealistów o sens samobójstwa. 
Katarzyna nie jest jednak w stanie całkowicie zerwać ze swoim środowiskiem. Wydalona z Francji, chociaż znajduje kontakt z lewicą brytyjską, nadal zachowuje się jak obserwatorka życia robotników, a nie jak jego czynna uczestniczka, chociaż narrator sugeruje, że ostatecznie przyjęła poglądy socjalistyczne za swoje. Jej postawa, do końca pełna wahań, zostaje również poddana krytyce i skontrastowana z zachowaniem Klary Zetkin. Metamorfoza Katarzyny ma bardziej charakter duchowy, wewnętrzny, niż praktyczny. Jej kolejne przemiany odbywają się w dużej mierze pod wpływem przypadku – bohaterka przypadkowo trafia na pochód strajkujących robotników w Cluses, następnie również incydentalnie widzi plakat anarchistyczny, wreszcie w takich samym okolicznościach zawiera znajomość z Wiktorem. Aragon nie kończy zatem opisu procesu przemian zachodzących w Katarzynie definitywną konkluzją. Pierwszym bohaterem w twórczości tego pisarza, którego "dochodzenie do socjalizmu" zostanie ukazane w całości, będzie dopiero Armand, główna postać Pięknych dzielnic.

## Recepcja
Bezpośrednio po swoim ukazaniu się powieść została określona przez G. Sadoula jako utwór socrealistyczny. Dzieło było oceniane głównie przez krytykę związaną z Francuską Partią Komunistyczną oraz przez recenzentów radzieckich, pod kątem ideologicznej realizacji postulatów komunistów w zakresie literatury i sztuki. Autorzy ci przyjęli powieść z mieszanymi uczuciami. Sposób ukazania klas posiadających i działaczy lewicowych nie wzbudzał wśród nich kontrowersji, padły jednak zarzuty o nieświadomą idealizację ruchu anarchistycznego dokonaną w II części dzieła. Część krytyków radzieckich uznała utwór za dowód na to, że francuska lewica komunistyczna nie posiada jeszcze wypracowanego pełnego programu.
Późniejsza krytyka wysoko ceniła zwłaszcza część pierwszą, jako obraz życia codziennego najzamożniejszych Francuzów ukazany za pomocą szeregu pozornie niezwiązanych ze sobą scen.